# 阿爾科納鎮區 (密歇根州阿爾科納縣)
阿爾科納鎮區（英語：Alcona Township）是位於美國密歇根州阿爾科納縣的一個行政鎮區。

## 地方資料
阿爾科納鎮區的面積為171.90平方千米，當中陸地面積為148.90平方千米，而水域面積為22.90平方千米。根據2010年美國人口普查的數據，當地共有人口966人，而人口密度為每平方千米5.62人。